# Liste öffentlicher Bücherschränke im Neckar-Odenwald-Kreis
In der Liste öffentlicher Bücherschränke im Neckar-Odenwald-Kreis sind öffentliche Bücherschränke für Orte aufgeführt, die zum Neckar-Odenwald-Kreis in Baden-Württemberg gehören. Sie ist primär nach Orten sortiert, unabhängig davon, ob es sich um Ortsteile, Gemeinden oder Städte handelt. Der Artikel ist Teil der übergeordneten Liste öffentlicher Bücherschränke in Baden-Württemberg. Ein öffentlicher Bücherschrank ist ein Schrank oder schrankähnlicher Aufbewahrungsort mit Büchern, der dazu dient, Bücher kostenlos, anonym und ohne jegliche Formalitäten zum Tausch oder zur Mitnahme anzubieten. Die Liste erhebt keinen Anspruch auf Vollständigkeit.

## Öffentliche Bücherschränke im Neckar-Odenwald-Kreis
Derzeit sind im Neckar-Odenwald-Kreis 17 öffentliche Bücherschränke erfasst (Stand: 19. Sept. 2024):
| Bild | Ausführung    | Ort                    | Seit          | Anmerkung | Geokoordinaten           |
| ---- | ------------- | ---------------------- | ------------- | --- | ------------------------ |
|      | Bücherzelle   | Adelsheim              | 4. März 2021  | Bücherzelle auf dem Rathausplatz. Das ehemalige Wachhaus aus dem Strafvollzug wurde von inhaftierten Auszubildenden der JVA Adelsheim saniert und u. a. mit neuem Dach und frischer Farbe versehen. | ⊙ Marktstraße 7          |
|      | Bücherschrank | Auerbach               |               | Bücherschrank im Eingang des Rathauses | ⊙ Untere Gasse 18        |
|      | Bücherschrank | Bretzingen             |               | Unterstand Bushaltestelle | ⊙ Erftalstr.             |
|      | Bücherschrank | Buchen                 |               | Bücherschrank in der Volksbank. | ⊙ Walldürner Straße 17   |
|      | Bücherregal   | Großeicholzheim        | 25. Sep. 2020 | Bücherschrank im „Alten Milchhäusle“ | ⊙                        |
|      | Bücherschrank | Hirschlanden           |               | Bücherschrank in der Bushaltestelle, gegenüber Rathaus | ⊙ Ringstraße             |
|      | Bücherschrank | Mudau                  |               | Bücherschrank in der Volksbank | ⊙ Hauptstraße 61         |
|      | Bücherschrank | Mülben                 |               | Bücherschrank in der Bushaltestelle Ortsmitte | ⊙ Odenwaldstraße         |
|      | Bücherregal   | Neckarelz              |               | offener Bücherpavillon Neckarelz | ⊙ Martin-Luther-Straße 2 |
|      | Bücherregal   | Oberschefflenz         |               | Offenes Bücherregal in der Volksbank Oberschefflenz. | ⊙ Hauptstraße 58         |
|      | Bücherzelle   | Rosenberg              | 2017          | Öffentliche Bücherzelle Rosenberg am Bahnübergang | ⊙ am Bahnübergang        |
|      | Bücherschrank | Schlierstadt           | 2018          | Offener Bücherschrank im Rathaus Schlierstadt. | ⊙                        |
|      | Bücherschrank | Wagenschwend (Limbach) | 26. März 2023 | Bücherschrank am Museum | ⊙ Hauptstr. 35           |
|      | Bücherschrank | Waldhausen             |               | Offener Bücherschrank im Rathaus | ⊙ Landstr.               |
|      | Container     | Waldkatzenbach         | 2017          | Private Initiative. Das Häuschen steht direkt an der Einfahrt ins Feriendorf. | ⊙ Hölzerlipsweg 98       |
|      | Bücherschrank | Waldmühlbach           |               | Waldmühlbach | ⊙ Am Kirchplatz 4        |
|      | Bücherschrank | Walldürn               |               | | ⊙ Adolf-Kolping-Str.     |

## Statistik
Für einen Vergleich zu den anderen Land- und Stadtkreisen Baden-Württembergs sowie zum Landesdurchschnitt siehe die Statistik öffentlicher Bücherschränke in Baden-Württemberg.